# Єрушевич Геннадій Дмитрович
Єрушевич Геннадій Дмитрович (нар. 20 серпня 1947 р., Станіслав, нині Івано-Франківськ, Україна - пом. 26 листопада 2018, Івано-Франківськ, Україна) – український філософ,  соціолог, логік, педагог музичної освіти та вищої школи, композитор. Кандидат філософських наук (1988), доцент (1992).

## Життєпис
Народився 20 серпня 1947 р. в м. Станіславі  (колишньому Станиславові, нині Івано-Франківськ) у сім’ї військовослужбовця. Середню освіту здобув у школах м. Станіслав – в СШ № 8 (1954-1956), 12 (1956-1962). В 1956-1962  паралельно навчався в Івано-Франківській дитячій музичній школі (клас баяна), яку закінчив з похвальною грамотою. У 1966 р. з відзнакою закінчив Івано-Франківське музичне училище (тепер. – ім. Д. Січинського) (відділення народних інструментів, клас баяна). В 1967-1970 р. навчався в Уральській державній консерваторії ім. М.П. Мусоргського (м. Свердловськ, тепер – Єкатеринбург), відділення народних інструментів (клас баяна).
Працював викладачем по класу баяна у Снятинському культурно-освітньому училищі (1966-1967), Свердловській дитячій музичній школі  (1968-1969), дитячій музичній школі Свердловської залізниці (1969-1971), Єлецькому музичному училищі ім. Т. Хреннікова (Липецька обл., Білорусь) (1971-1972), педагогом по класу баяна і диригентом учнівського народного оркестру у дитячих музичних школах  Івано-Франківської області: м. Тлумач (1972-1974) та м. Тисмениця (1974-1978). 
В 1978-1980 рр. – промисловий соціолог Івано-Франківського заводуавтоматичних ліній «Автолитмаш», в 1986-1989 рр. - завідувач лабораторії соціологічних досліджень Івано-Франківського державного педагогічного інституту ім. В. Стефаника.
Заочно навчався на філософському факультеті Київського державного уніварситету ім. Т. Шевченка (1974-1980), стаціонарно там же закінчив аспірантуру (1982-1985), захистив кандидатську дисертацію на тему «Духовний світ особистості як предмет філософсько-соціологічного аналізу» (науковий керівник – Курочкін П.П.). В 1980-1982 рр. та 1986-1989 рр. – асистент, 1989-1992 рр. - старший викладач, 1992-2009 рр. - доцент кафедри філософії Івано-Франківського державного педагогічного інституту ім. В. Стефаника (з 1992 р. – Прикарпатський національний університет ім. В. Стефаника), в 1985-1986 рр. - кафедри філософії Івано-Франківського інституту нафти і газу, в 2009-2011 – доцент кафедри гуманітарних наук Західноукраїнського економіко-правничого університету (м. Івано-Франківськ).  З 2011 р. – на пенсії. Шахіст-розрядник.
Трагічно загинув під час пожежі у власній бібліотеці.

## Родина
Батько – Єрушевич Дмитро Семенович (1909-1968), родом із с. Бохатово, Дубровинський р-н Вітебської обл. (Білорусь), із селянської сім’ї, військовослужбовець, працював комендантом гуртожитку Івано-Франківського філіалу Львівського політехнічного інституту (тепер – Івано-Франківський технічний університет нафти і газу). 
Мати – Єрушевич (до шлюбу Русова) Ніна Ільївна (1925-1965), родом із Сокольницького району м. Москва (Росія), шва́чка, експедитор спецзв’язку.
Дружина – Ахмадієва Алсу Фаритівна (Алла Федорівна; нар. 1948 р., с. Татарська Емальзельга, Красноуфімський р-н Свердловська обл., Росія), педагог початкових класів.
Діти – Єрушевич Олена (1972-1998), педагог, трагічно загинула в автокатастрофі в Італії; Єрушевич Тетяна (нар. 1984 р.), журналістка, письменниця, мешкає в Італії, виховує сина Ростислава.

## Музична творчість
Писати музичні етюди для фортепіано та баяна почав ще в старших класах музичної школи, продовжив у консерваторії та в період роботи музичним педагогом. Також наявні в творчому доробку вокальні (для хору і для соліста) мініатюри без супроводження акомпаніменту (на слова М. Ломоносова, О. Пушкіна, Ю. Лермонтова, українських поетів-романтиків, П. Грабовського, М. Рильського). Твори звучали на концертах деяких івано-франківських виконавців  (Наталії Гуламирян та Олени Єрушевич).